# Estádio Victório Moro
Estádio Municipal Victorio Moro é um estádio de futebol localizado no município de Vera (Mato Grosso), no estado do Mato Grosso.
A arena costuma receber partidas da Copa Vera de Futebol, já foi sede dos Jogos Escolares Mato Grossenses e costuma ser palco dos amistosos do Clube União de Vera.